# Luiza Coppieters
Luiza Coppieters (São Paulo, 6 de julio de 1979) es una profesora de filosofía, activista LGBT y feminista brasileña.

## Biografía
Está afiliada al Partido Socialismo y Libertad, por el que fue candidata a concejal de São Paulo, alcanzando 9 744 votos; con el resultado, se convirtió en suplente en la cámara. Reconoció su candidatura como un proceso de "politización del movimiento" LGBT, ya que "la sociedad comenzó a discutir los temas de las personas transgénero"; fue una de los 84 candidatas transgénero que se postularon para un cargo en las elecciones municipales de 2016.
Coppieters, a través de su canal de YouTube, mantiene un programa de debate filosófico, "Café com Luiza", y otro de entrevistas, "Café com Bolacha". Es licenciada en Filosofía por la Facultad de Filosofía, Letras y Ciencias Humanas de la Universidad de São Paulo, donde participó en la gestión del Centro Académico de Filosofía (CAF), en la época João Cruz Costa, hoy Luiz Roberto Salinas Fortes, sobre la "Hemlock en CAFé" en 2000.
En junio de 2015 Coppieters, profesora de filosofía, fue despedida de la escuela privada donde enseñaba, meses después de que hiciera pública su identidad transgénero en noviembre de 2014. En consecuencia, la Defensoría Pública del Estado de São Paulo solicitó aclaraciones sobre la política de diversidad de la escuela, en el contexto de la denuncia por transfobia en el despido de la docente. En septiembre de 2018, el tribunal de São Paulo ordenó a la escuela que recontratara a la profesora, además de pagar R$ 30.000 de indemnización por daños morales. La escuela afirmó que no hubo despido por prejuicio, pero que cumplirá con la decisión judicial.
Coppieters es miembro del Consejo Municipal de Políticas LGBT de São Paulo. También fue considerada una de las diez personalidades LGBT más influyentes de São Paulo en 2016.

## Premios
- Premio Ciudadanía en el Respeto a la Diversidad, 16.ª edición, categoría Educación.[12]